# Davidson (Oklahoma)
Davidson è una città nella Contea di Tillman, Oklahoma, Stati Uniti. La popolazione era di 315 persone secondo il censimento del 2010.